# El Batán (Albacete)
El Batán es una pedanía española perteneciente al municipio de Casas de Lázaro, en la provincia de Albacete, dentro de la comunidad autónoma de Castilla-La Mancha. 
Está situada a unos 500 metros de Casas de Lázaro y consta de unas 50 casas repartidas entre sus calles. Su calle principal es paralela al río Montemayor; otra calle paralela a esta parte desde la carretera y se une a la principal y varias calles que las unen entre sí y la comunican con la carretera de Casas de Lázaro a la pedanía de El Berro.

## Clima
Clima mediterráneo continentalizado con influencia de montaña, que se caracteriza por una gran diferencia climática entre el verano y el invierno. Los meses invernales son muy fríos, y con nevadas. En cambio, los meses estivales son calientes, separando que por el día puede haber temperaturas muy altas al sol y por la noche llegar a refrescar.

## Demografía
El Batán contaba con 10 habitantes en 2017 según los datos oficiales del INE. Los fines de semana aumenta considerablemente la población, y en los meses de verano (desde junio hasta septiembre) la pedanía puede llegar a tener una población de más de 100 personas.

## Fiestas
Desde 2009, los vecinos de la pedanía realizan los festejos el primer fin de semana de agosto, desde el viernes hasta el domingo a última hora. Estos festejos se realizan entre la calle principal y las choperas de la vega del río con gran afluencia.

## Lugares de interés
El Batán es un sitio ideal para estar rodeado de naturaleza y tranquilidad. Se puede pasear por las calles de la aldea o hacerlo por la vega del río entre la flora y fauna del terreno cruzando por los puentes de madera que se hallan a lo largo de él. Por estos senderos y puentes se puede llegar caminando hasta la pedanía de Batán Mazos situada a unos 2.500 metros arriba.
En la aldea se encuentra un pequeño canal que termina en un molino con el que antaño se producía la electricidad para la aldea.